# Gérard Muselli
Gérard Muselli (Châteauroux, 27 novembre 1919 – Arcachon, 29 gennaio 1970) è stato un militare e aviatore francese, particolarmente distintosi nella seconda guerra mondiale, dove conseguì sei vittorie in collaborazioni e quattro probabili in collaborazione nel corso della battaglia di Francia. Dopo la fine del conflitto andò a lavorare come pilota collaudatore presso la Avions Marcel Dassault dove constribuì allo sviluppo dei Dassault Super Mystère, Dassault MD 450 Ouragan,Dassault MD 454 Mystère IV, Dassault MD 452 Mystère II, Dassault Étendard VI, e Dassault Mirage III. Il 18 maggio 1959 batté il record mondiale di velocità sui 100 km con un Mirage III A03 (ancora con profilo simmetrico), raggiungendo la velocità di 1.762 km/h.

## Biografia
Nacque il 27 novembre 1919, à Châteauroux. Appassionatosi al mondo dall'aviazione, insieme al suo vicino costruì modelli in scala e andarono a vedere gli aerei volare a La Martinerie e a Déols. Iniziò a volare grazie all'aviazione popolare ad Ambérieu, e conseguì il titolo di studio superiore nel 1937.
Si arruolò nel 105° Battaglione aeronautico dell'Armée de l'air a Châteauroux il 22 aprile 1938, conseguendo il brevetto di pilota militare il 25 luglio dello stesso anno. Il suo addestramento come pilota da caccia durò non più di un anno. Fu poi assegnato al Groupe de chasse I/5 (GC I/5), equipaggiato con i velivoli statunitensi Curtiss H-75 Hawk e di stanza a Suippes, poco prima della dichiarazione di guerra alla Germania nazista, avvenuta poi il 3 settembre 1939. Dal 10 maggio 1940 partecipò alla battaglia di Francia conseguendo sei vittorie in collaborazione e 4 probabili in collaborazione.
Il 13 maggio 1940 era incaricato di fornire copertura in stato di allerta tra le 6:10 e le 7:20 del mattino. La sua pattuglia si scontrò con 3 bombardieri Dornier Do 17. Uno degli bombardieri fu seriamente danneggiato e fu registrato come probabile vittoria condivisa tra lui, Bouvard  e Léon Vuillemain. Durante lo scontro il suo aereo fu colpito, e dovette atterrare in emergenza in campagna, con il carrello retratto, nei pressi di Stenay, perché un proiettile aveva reciso una conduttura del carburante. Sbalzato in avanti durante l'atterraggio riportò lievi ferite al volto, e il suo Curtiss H-75A-1 n. 44 andò perduto. Il 18 maggio sostenne un altro combattimento contro bombardieri tedeschi per coprire l'arrivo di truppe preso la stazione ferroviaria di Fismes. Anche in questo caso il suo aereo, il Curtiss H-75A-1 n. 7 fu colpito dal fuoco avversario ed egli dovette effettuare un atterraggio di emergenza che portò alla perdita del caccia.
Nel giugno successivo, dopo la firma dell'armistizio di Compiègne, ed appena promosso sergente maggiore, si trasferì con il suo reparto in Nord Africa, di stanza a Rabat. Durante l'operazione Torch, lo sbarco anglo-americano in Marocco, effettuò una missione bellica. Volò poi sui caccia americani  Curtiss P-40 e poi sui Bell P-39 Airacobra, effettuando 108 missioni di sorveglianza costiera, spesso con partenze o rientri in condizioni atmosferiche molto difficili. Il 16 marzo 1945, mentre attaccava una locomotiva in uno scalo ferroviario in Germania e un colpo sparato da un pezzo antiaereo da 88 mm le strappò un alettone, ed l'aereo si rovescio, ed egli agì sulla cloche raddrizzandolo. Alla fine della guerra aveva al suo attivo 73 missioni di bombardamento e mitragliamento. Rimase in servizio al Groupe de chasse I/5 fino al 2 settembre 1948, quando fu trasferito al Groupe de chasse I/1 (GC I/1) di stanza in Germania, equipaggiato con i Republic P-47 Thunderbolt.
Nel 1951 entrò in servizio presso il Centro sperimentale per aerei militari (Centre d’expériences aériennes militaires, CEAM), per poi passare nel 1952 al Centro sperimentale di volo (Centre d’essais en vol, CEV) e alla Scuola del personale navigante sperimentale e di collaudo (École du personnel navigant d’essais et de réception, EPNER) nel 1952. 
Al meeting aeronautico di Bordeaux del 1952, eseguì dei bellissimi looping, e Marcel Dassault, che era presente, si recò in auto ai piedi del suo aereo offrendogli un lavoro presso la sua azienda. 
Dopo aver incontrato il capo collaudatore Constantin Rozanoff, il 1 maggio 1952 entrò a far parte della Avions Marcel Dassault. Effettuò il suo primo volo sul Dassault Super Mystère, poi prese parte allo sviluppo del paracadute anti-vite per il Dassault MD 450 Ouragan, alla sperimentazione della vite su questo aereo, collaudò il prototipo del Dassault MD 454 Mystère IVN (19 luglio 1954) e alla sperimentazione della vite sul Dassault MD 452 Mystère II.
Condusse test sul motore a reazione Bristol Siddeley Orpheus dell'Dassault Étendard VI, portando in volo velivolo per la prima volta il 15 marzo 1957. Tale aereo era destinato a partecipare alla competizione NATO per un velivolo leggero da supporto tattico. Successivamente assunse la direzione dei collaudi del caccia Dassault Mirage III dietro Roland Glavany, che all'epoca era responsabile del bombardiere Dassault Mirage IV, prima di lasciare l'azienda nel luglio 1959.
Il 18 maggio 1959 batté il record mondiale di velocità sui 100 km con la Mirage III A03 (ancora con profilo simmetrico), raggiungendo la velocità di 1.762 km/h. Fu quindi trasferito a Istres per continuare lo sviluppo del Mirage III, e poi chiese di essere assegnato a Bordeaux, dove divenne capo pilota. Nella tarda primavera del 1960 fu dichiarato inabile al volo per motivi di salute.
Nella primavera del 1961 si trasferì a Cazaux per garantire il collegamento tra la Dassault Aviation e con il Centro sperimentale di volo, il che gli consentì di dedicarsi alla pesca e alla caccia, che erano sempre stati i suoi sport preferiti. Si spense per un attacco cardiaco a Arcachon il 29 gennaio 1970.